# Cầu Max Joseph
Max-Joseph-Brücke (Cầu Max Joseph), được đặt tên theo vua của Bayern Maximilian Joseph, là một cầu vòm bắc ngang qua  sông Isar ở München. Nó cũng được gọi theo tên ban đầu là Bogenhausener Brücke.

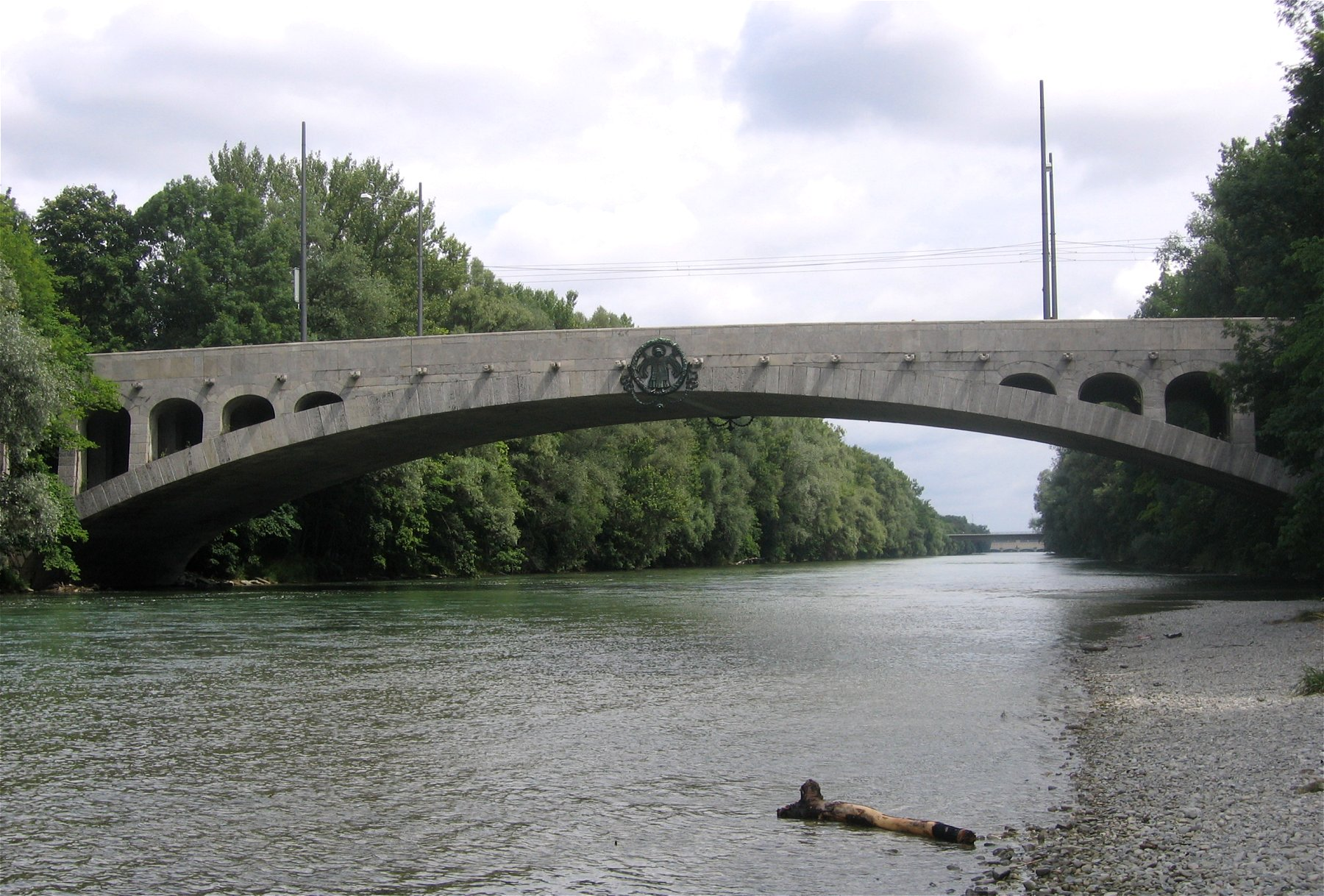
Cầu Max Joseph nhìn từ phía Nam

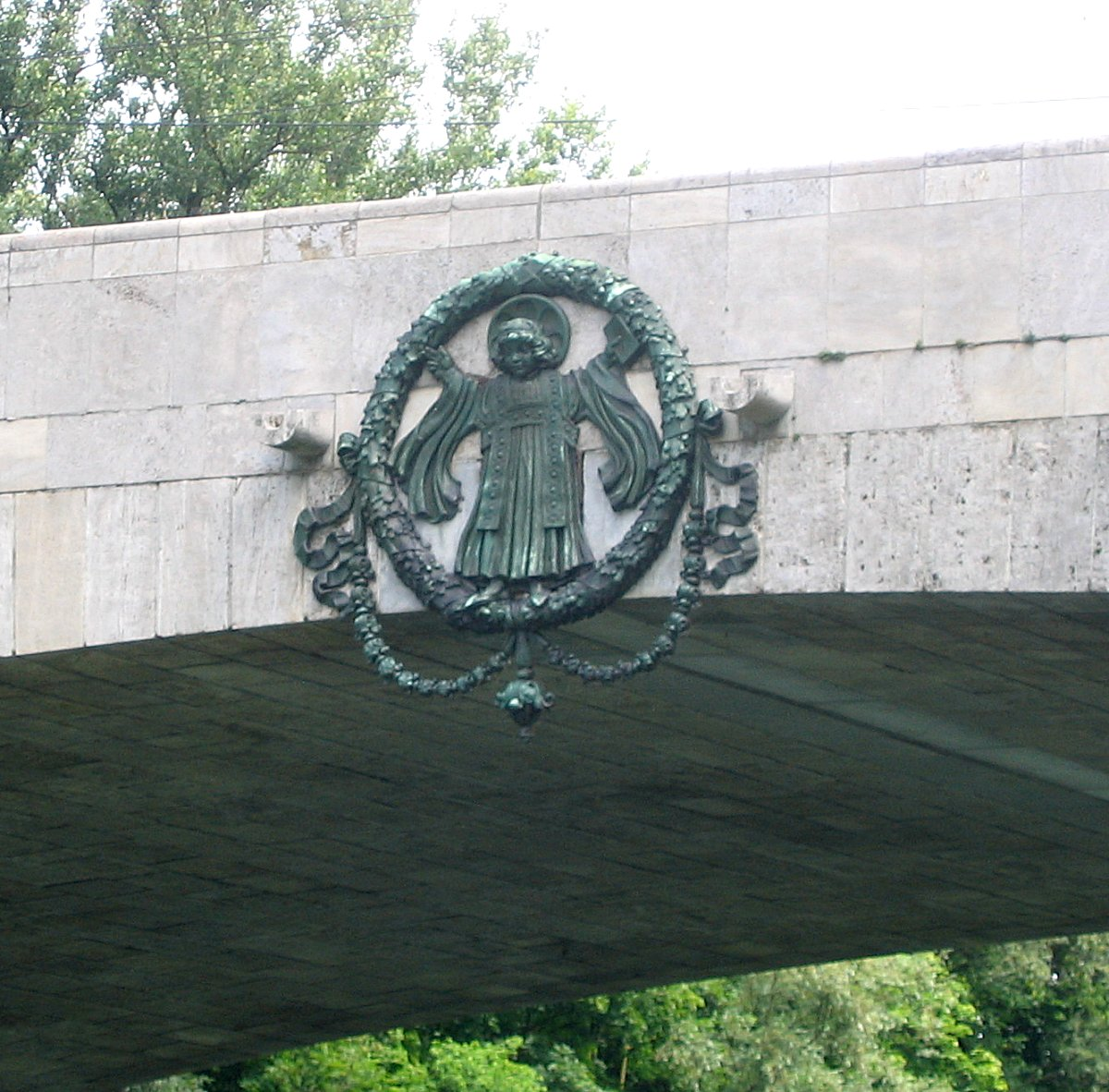
Chi tiết

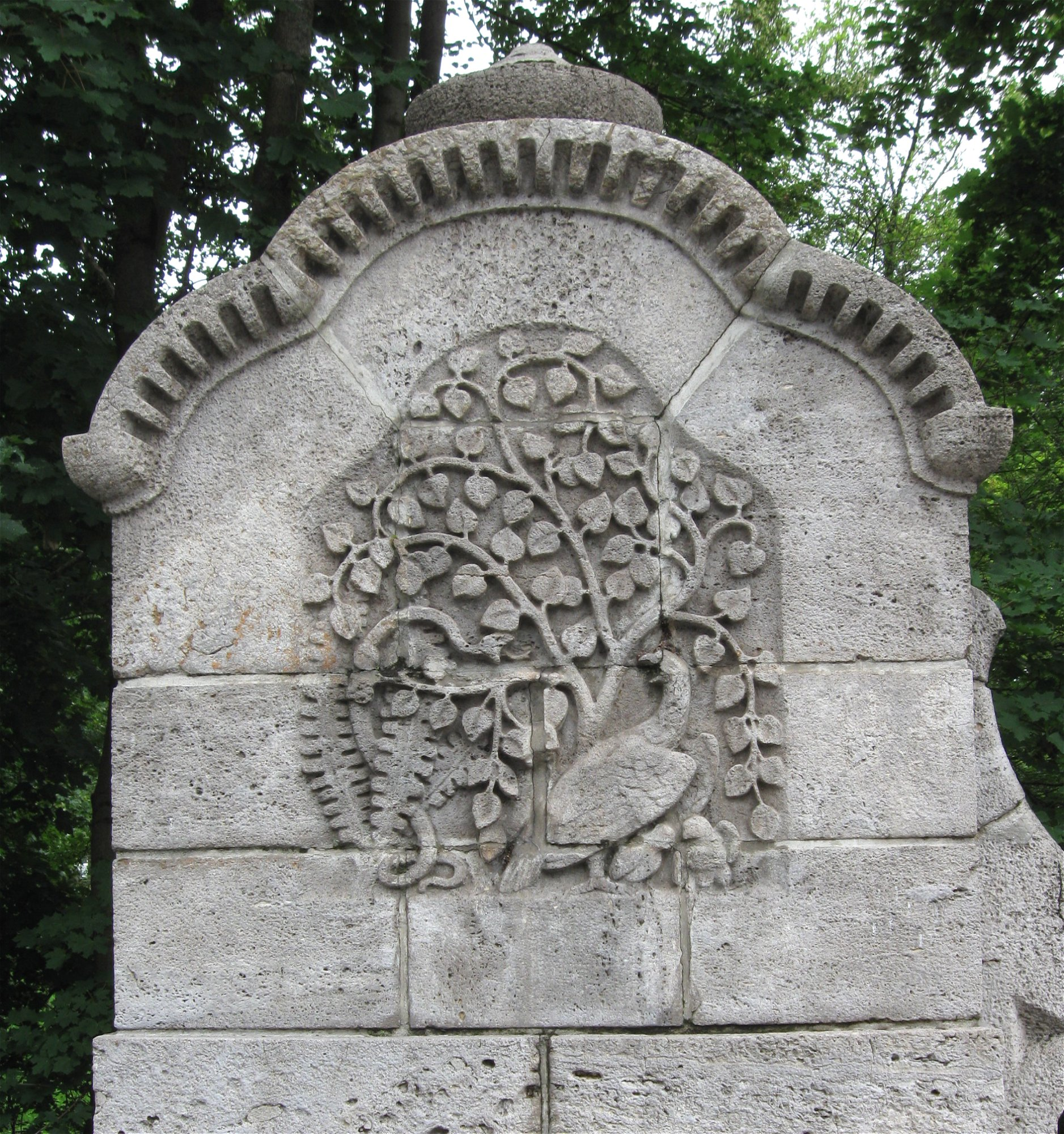
Điêu khắc

## Vị trí
Cầu Max Joseph nối liền khu vực Bogenhausen và Vườn Anh.

## Lịch sử
Từ năm 1804 một cầu gỗ đã được xây tại chỗ này bắc ngang qua sông Isar, cũng như tại chỗ cầu Tivoli bắt ngang qua Eisbach. Cầu hiện tại được bắt đầu xây vào tháng 11 năm 1901 và hoàn tất vào tháng 9 năm 1902.

## Sách báo
- Kai Lucks: Die Münchner Isarbrücken im 19. und frühen 20. Jahrhundert. München 1976.
- Christoph Hackelsberger: München und seine Isarbrücken. Hugendubel Heinrich GmbH, München 1985, ISBN 978-3-8803410-7-4.
- Friedrich Standfuss: Steinbrücken in Deutschland. 1988, ISBN 3-7640-0240-9.
- Christine Rädlinger, Baureferat der Landeshauptstadt München (Hrsg.): Geschichte der Münchner Brücken. Franz Schiermeier Verlag, München 2008, ISBN 978-3-9811425-2-5 (Brücken bauen von der Stadtgründung bis heute).